# Giubbotto

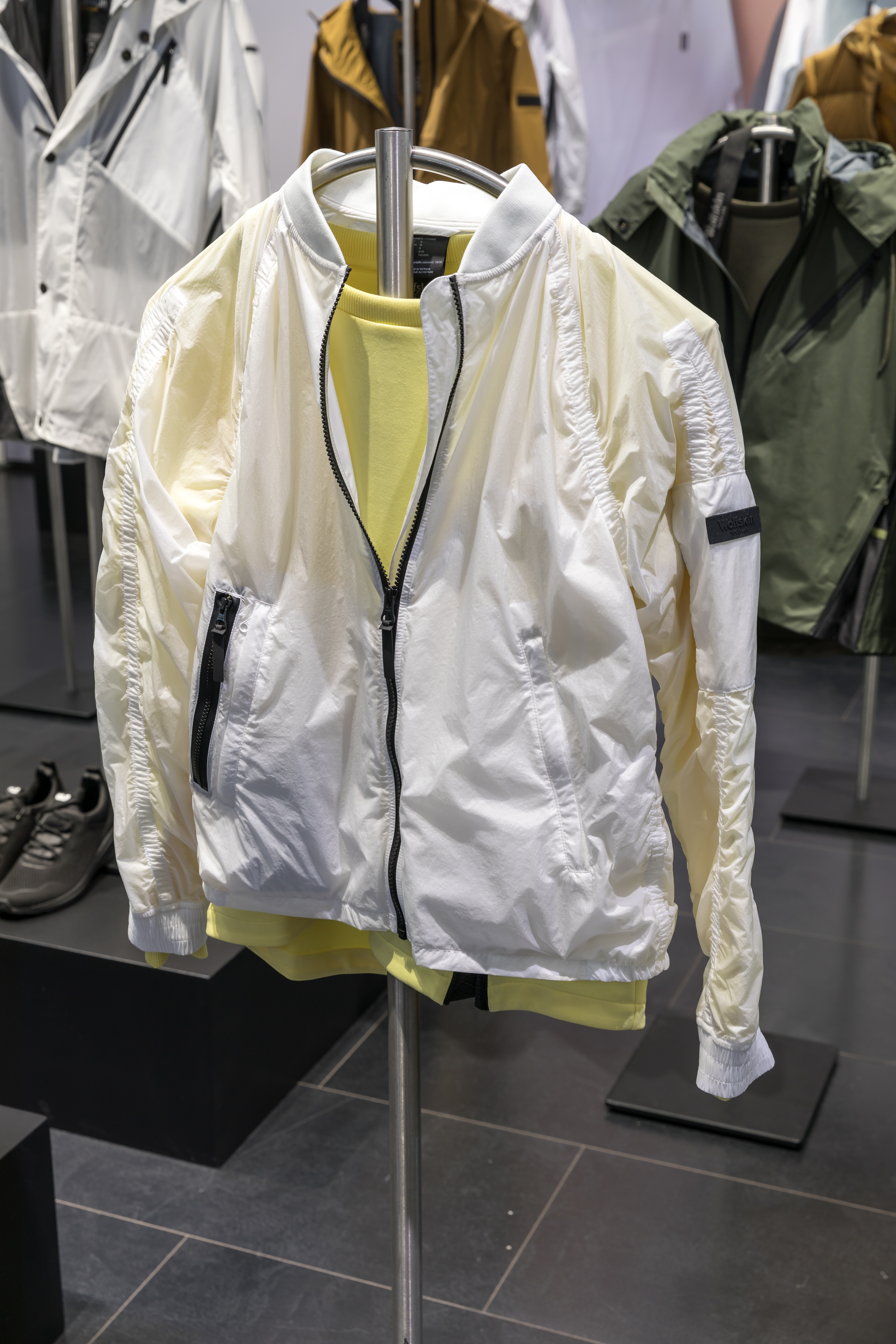
Un giubbotto

La giubba, il giubbetto o giubbotto è un indumento di cotone o di lana internamente ricoperto da una fodera, che si indossa per ricoprire il torso e le braccia, sopra la giacca e sotto l'impermeabile, e le cui dimensioni generalmente si fermano alla vita ma in alcuni casi possono ricoprire la parte superiore dei pantaloni.

## Etimologia
Giubba è una parola di origine araba: negli Hadith si dice che il Profeta Maometto porta una  جُبَّة (giubba) con maniche molto lunghe. 
Aljuba è attestata nella Spagna arabica e giubba in Sicilia dal X secolo.
Si veda anche lo sloveno jopa e il bavarese Joppe

## Versioni
Esistono varie versioni di giubbotto, con cappuccio, senza, o con cappuccio rimovibile, unito al giubbotto mediante una cerniera.
Benché sia un indumento sia maschile che femminile, è usato in maggior misura dagli uomini, denotando uno stile maggiormente informale (le donne preferiscono spesso, per le stesse condizioni, l'uso del cappotto).
Può anche essere sprovvisto di maniche: in quel caso può anche prendere il nome di gilet imbottito o di giubbotto gilettato.
Esistono varie taglie e modelli di giubbotti, da quelli che si fermano all'ombelico a quelli che scendono fino ai piedi ed alcuni giubbotti posseggono un gilet in giubba al loro interno, unito al giubbotto mediante cerniera lampo.